# Сайто, Мицуки
Мицуки Сайто (яп. 齊藤未月 Мицуки Сайто, род. 10 января 1999, Фудзисава, Канагава) — японский футболист, полузащитник клуба «Сёнан Бельмаре», на правах аренды выступающий за «Виссел Кобе».

## Карьера
Является воспитанником клуба «Сёнан Бельмаре».
14 декабря 2020 года был отдан в аренду на 1,5 года с правом выкупа игрока российскому клубу «Рубин». Во время зимних сборов с «Рубином» получил тяжёлую травму. У игрока было диагностировано повреждение связочного аппарата голеностопного сустава. Восстановление займёт около 4-х месяцев. Дебютировал за «Рубин» 12 августа 2021 года в домашнем матче 3-го квалификационного раунда Лиги конференций против «Ракува» (0:1).

## Достижения
«Сёнан Бельмаре»
- Победитель второго дивизиона Джей-лиги: 2017
- Обладатель Кубка Джей-лиги: 2018
- Вице-чемпион Кубка обладателей Кубка Джей-лиги и Южноамериканского кубка: 2019